# Estadio Surakul
El Estadio Surakul (inglés: Surakul Stadium, tailandés: สนามกีฬาสุระกุล, RTGS: Sanamkila Surakun), es un estadio multiusos ubicado en la ciudad de Phuket en Tailandia. Actualmente se usa principalmente para la práctica del fútbol. Fue inaugurado en 1959 y tiene una capacidad para 16 000 espectadores.

## Historia
El estadio fue sede de la Copa Suzuki AFF 2008, Bangkok se planeó originalmente como sede pero debido a los disturbios políticos y la ocupación del aeropuerto de Bangkok, la sede se trasladó a Phuket con poca antelación. El estadio Surakul no fue la primera opción, ya que hay estadios en otras ciudades de Tailandia que ofrecen una mayor comodidad y son más modernos. Sin embargo, Phuket fue el más fácil de volar tanto para los equipos participantes como para los espectadores.
También fue sede de la King's Cup de 2009.
El estadio es utilizado por Phuket FC para la temporada 2009 en la recién formada División 2 de la Región Sur de la Liga 4 de Tailandia.
Es uno de los pocos estadios en Tailandia que está en manos de las autoridades locales. Esto a su vez hace que sea difícil renovar el estadio y organizar otros eventos deportivos importantes en el futuro debido a la falta de recursos financieros.